# Paul Brouzeng
Paul Brouzeng est un physicien et historien des sciences français, né à Bayonne le 31 août 1938 et mort, à Bordeaux le 5 novembre 2012,,,.

## Biographie
Après avoir soutenu une thèse de doctorat en histoire des sciences à l'université Bordeaux-I en 1981, Paul Brouzeng a été maître de conférence dans cette même université, puis chargé de mission au ministère de la Recherche et de la Technologie à partir de 1982. Il a été ensuite professeur d'histoire des sciences à l'Université d'Orsay et a dirigé l'Association Science technologie société. Il est un spécialiste de la vie et de l'oeuvre de Pierre Duhem,.
Il a dirigé plusieurs thèses en histoire des sciences, dont une sur les travaux de Félix Archimède Pouchet, concurrent de Louis Pasteur. Il a par ailleurs échangé une correspondance avec le chimiste Adolphe Pacault.
En 1980 et 1984, avec le mathématicien Jean-Pierre Kahane, il met en place le fonds d'archives de Paul Langevin à l'ESPCI.

## Publications
- Magnétisme et énergétique : la méthode de Duhem, à propos d'une lettre inédite de Pierre Curie, Revue d'histoire des sciences, 1978[14],[15].
- L'œuvre scientifique de Pierre Duhem et sa contribution au développement de la thermodynamique des phénomènes irréversibles, thèse de doctorat en histoire des sciences, Université Bordeaux-I, 1981.
- La théorie physique : son objet, sa structure, par Pierre Duhem, avant-propos, index et bibliographie par Paul Brouzeng, Paris, Vrin, 1981.
- Essai sur la notion de théorie physique : de Platon à Galilée, par Pierre Duhem, introduction de Paul Brouzeng, Paris, Vrin, 1982[16].
- La dimension culturelle de l'information scientifique et technique, Culture technique, 1983[17].
- La science en questions, avec Michel Paty et Michel Pipart, Paris, Messidor, La Farandole, 1985[18].
- Duhem (1861-1916) : science et providence, préface d'Adolphe Pacault, Paris, Belin, 1987.
- Science et paix : pari sur le futur, avec la collaboration de Patrick Baudry, dessins de Pef, Paris, Messidor, La Farandole, 1987[19].
- Informer, former, produire : des expériences de terrain, actes du colloque national, Bordeaux, 21-22 mai 1987, présentation par Paul Brouzeng, Sceaux, Équipe de recherche IUT, 1988.
- Hommes des nouveaux mondes, avec le concours de Jean-Loup Chrétien, Paris, Messidor, La Farandole, 1989.
- Matière et énergie, avec Jean Rosmorduc, Paris, Messidor, La Farandole, 1991.
- L'observatoire du pic du Midi de Bigorre : des hommes et des missions, Paris, Comité des travaux historiques et scientifiques, 2001.
- Sur les traces des Cassini : astronomes et observatoires du sud de la France, sous la direction de Paul Brouzeng et Suzanne Débarbat, Comité des travaux historiques et scientifiques, Paris, 2001[20],[21].
- Orsay, un jardin pour la science, avec Christiane Coudray, Rose Marx et Henri Sergolle, avant-propos de Jacques Friedel, Les Ulis, EDP Sciences, 2005.